# Microsoft Dynamics ERP
Microsoft Dynamics ERP – grupa produktów informatycznych Microsoft do planowania zasobów przedsiębiorstwa (ERP).
Do linii produktów Microsoft Dynamics ERP należą:
- Microsoft Dynamics AX (wcześniej Axapta) – produkt ERP dla dużych i bardzo dużych przedsiębiorstw
- Microsoft Dynamics GP (wcześniej Great Plains Software)
- Microsoft Dynamics NAV (wcześniej Navision) – produkt ERP dla małych i średnich przedsiębiorstw, wspomaga zarządzanie finansami, produkcją, dystrybucją, relacjami z klientami, serwisem, wspiera e-commerce, oferujące analizy biznesowe itp.
- Microsoft Dynamics SL (wcześniej Solomon IV)
- Microsoft Dynamics C5 (wcześniej Concorde C5)